# Andrzej Tolibowski (zm. 1623)
Andrzej Tolibowski (Tulibowski) herbu Nałęcz (zm. w 1623) – sędzia ziemski brzeskujawski w latach 1608–1618, podsędek brzeskokujawski w latach 1599–1605, stolnik brzeskokujawski w 1598 roku, starosta bobrownicki w latach 11618–1619.
Poseł na sejm 1611 roku z województwa brzeskokujawskiego, wybrany deputatem do układów polsko-brandenburskich o lenno pruskie. Poseł województwa brzeskokujawskiego na sejm zwyczajny 1613 roku.